# Tatiana Alekséyeva
Tatiana Petrovna Alekséyeva (en ruso: Татьяна Петровна Алексеева; Novosibirsk, Rusia, 7 de octubre de 1963) es una atleta rusa, especializada en la prueba de 4x400 m en la que llegó a ser subcampeona mundial en 1993.

## Carrera deportiva
En el Mundial de Stuttgart 1993 ganó la medalla de plata en los relevos 4x400 metros, con un tiempo de 3:18.38 segundos, tras Estados Unidos y por delante de Reino Unido, siendo sus compañeras de equipo: Yelena Rúzina, Margarita Ponomariova e Irina Priválova.